# Memorijal Mire Nikolić
Memorijal Mire Nikolić", hrvatsko automobilističko natjecanje. Nosi ime po najtrofejnijoj hrvatskoj vozačici svih vremena Miri Nikolić. Vrednuje se kao natjecanje za FIA prvenstvo srednjoeuropske zone u autoslalomu, Prvenstvo Hrvatske u autoslalomu, Otvoreno prvenstvo Zagreba u autoslalomu. Organizira ga AK INA Delta iz Zagreba.

## Vanjske poveznice
- Pravilnik  Arhivirana inačica izvorne stranice od 12. studenoga 2019. (Wayback Machine)